# St. Petronilla (Kiechlinsbergen)

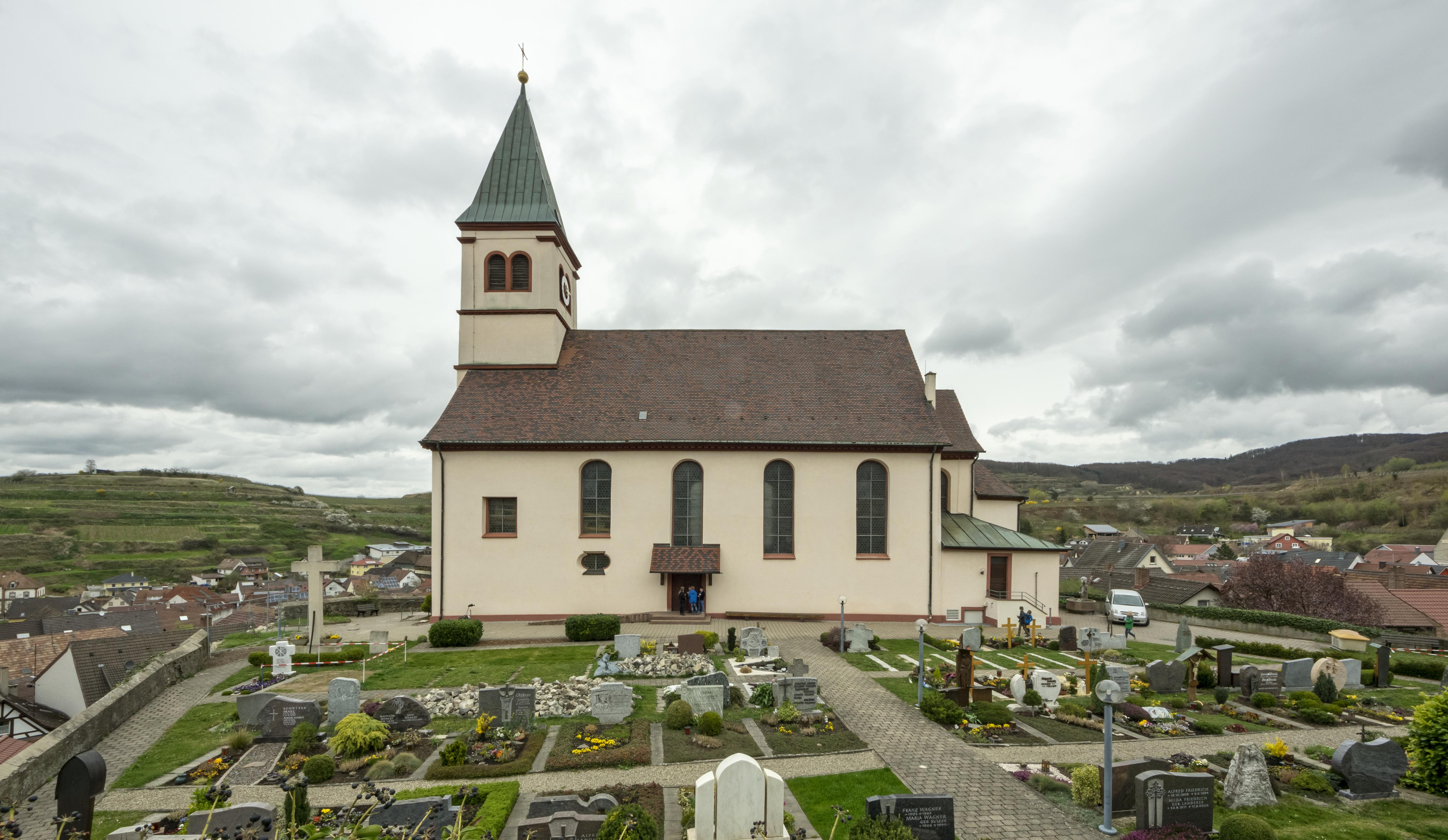
Kirche und Friedhof

St. Petronilla  ist die römisch-katholische Pfarrkirche von Kiechlinsbergen, einem Ortsteil von Endingen am Kaiserstuhl. Sie gehört mit den Pfarreien St. Peter in Endingen, St. Martin in Riegel am Kaiserstuhl, St. Vitus in Amoltern, ebenfalls Ortsteil von Endingen, und St. Johannes Baptista in Forchheim zur Seelsorgeeinheit Nördlicher Kaiserstuhl des Erzbistums Freiburg.
Die Kirche wurde von der Denkmalstiftung Baden-Württemberg zum „Denkmal des Monats April 2021“ ernannt.

## Pfarrgeschichte

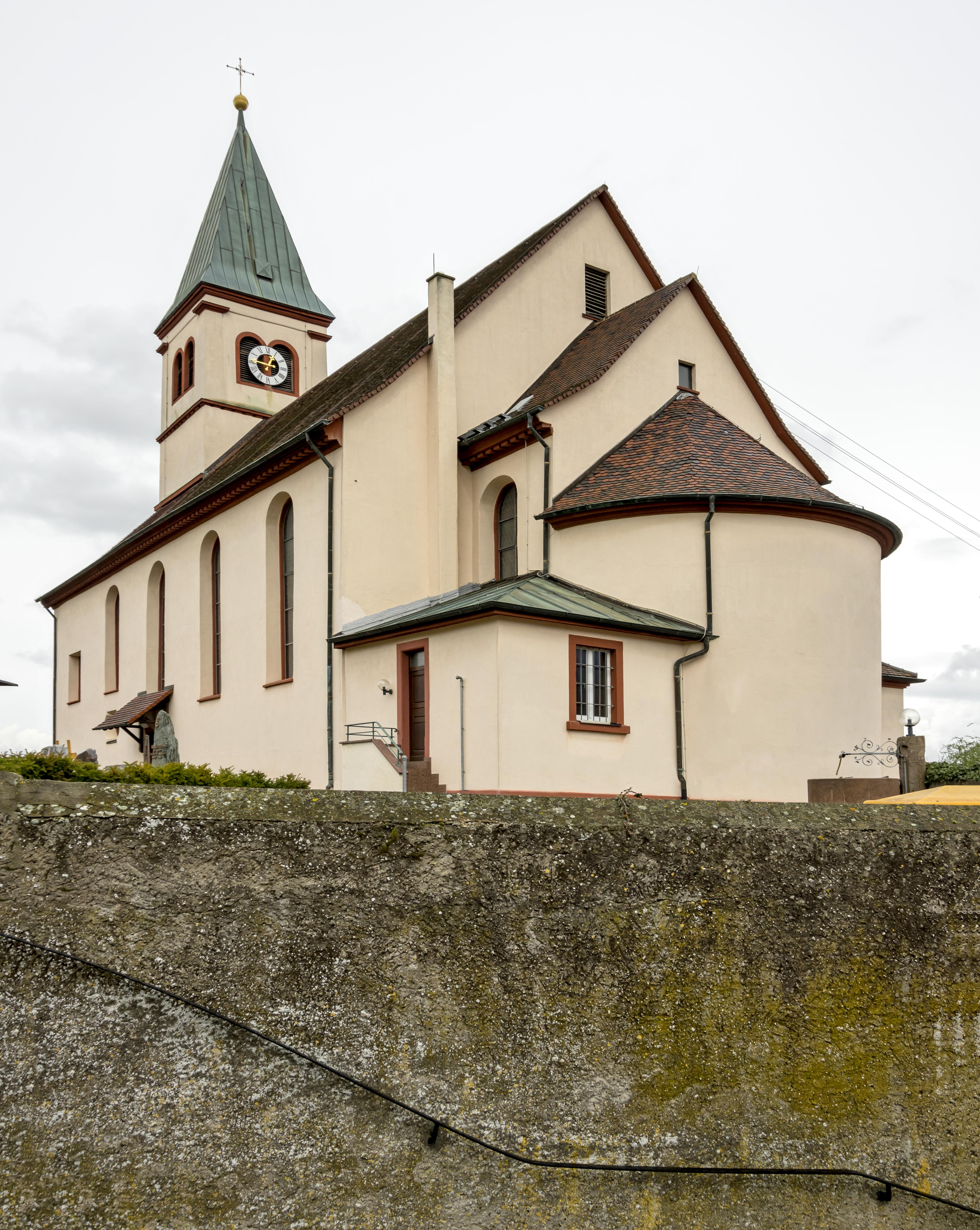
Kirche von Süden

Kiechlinsbergen, am Nordrand des Kaiserstuhls gelegen, hat seinen Namen von dem Freiburger Adelsgeschlecht Küchlin. Zunächst als „Bergen“ oder im Unterschied zu Oberbergen im Inneren des Kaiserstuhl-Gebirges als „Unterbergen“ bezeichnet, wird es 1308 erstmals „ze heren Küchelis Bergen“ genannt. Im Jahr 885 schenkte Richardis, die Gattin Kaiser Karls III. aus dem Geschlecht der Karolinger, das Dorf dem Benediktinerinnen-Kloster Andlau im Elsass. Vögte des Klosters waren die Herren von Üsenberg und später die Ritter Küchlin. Sie saßen auf der abgegangenen Burg Kiechlinsbergen im Gewann „Burg“, sollen aber an der Stelle der heutigen Kirche eine zweite Burg gehabt haben. Ab 1344, vollständig schließlich 1659, gelangte Kiechlinsbergen durch Kauf von Andlau an das Zisterzienserkloster Tennenbach. Zu ihm gehörte es, bis es mit der Säkularisation 1806 an das Großherzogtum Baden kam. Die kirchenrechtliche Einbindung wechselte 1827 zum neuen Erzbistum Freiburg.
Die erste Kirche, vermutlich eine Eigenkirche des Klosters Andlau, wurde von Andlauer Geistlichen betreut. Sie war dem heiligen Petrus geweiht. Die Pfarrei wird erstmals 1275 unter den Pfarreien des Bistums Konstanz erwähnt. Damals war schon die heilige Petronilla, nach einer Legende eine Tochter des heiligen Petrus, Mitpatronin. Später kamen die Priester aus dem Tennenbacher Kloster, bis nach dem Tode des letzten Klosterpfarrers 1810 mit Franz Josef Kaspar aus Herbolzheim-Bleichheim der erste  Weltpriester Pfarrer wurde. Er beantragte eine Untersuchung der verfallenen älteren und zu kleinen Kirche.

## Baugeschichte

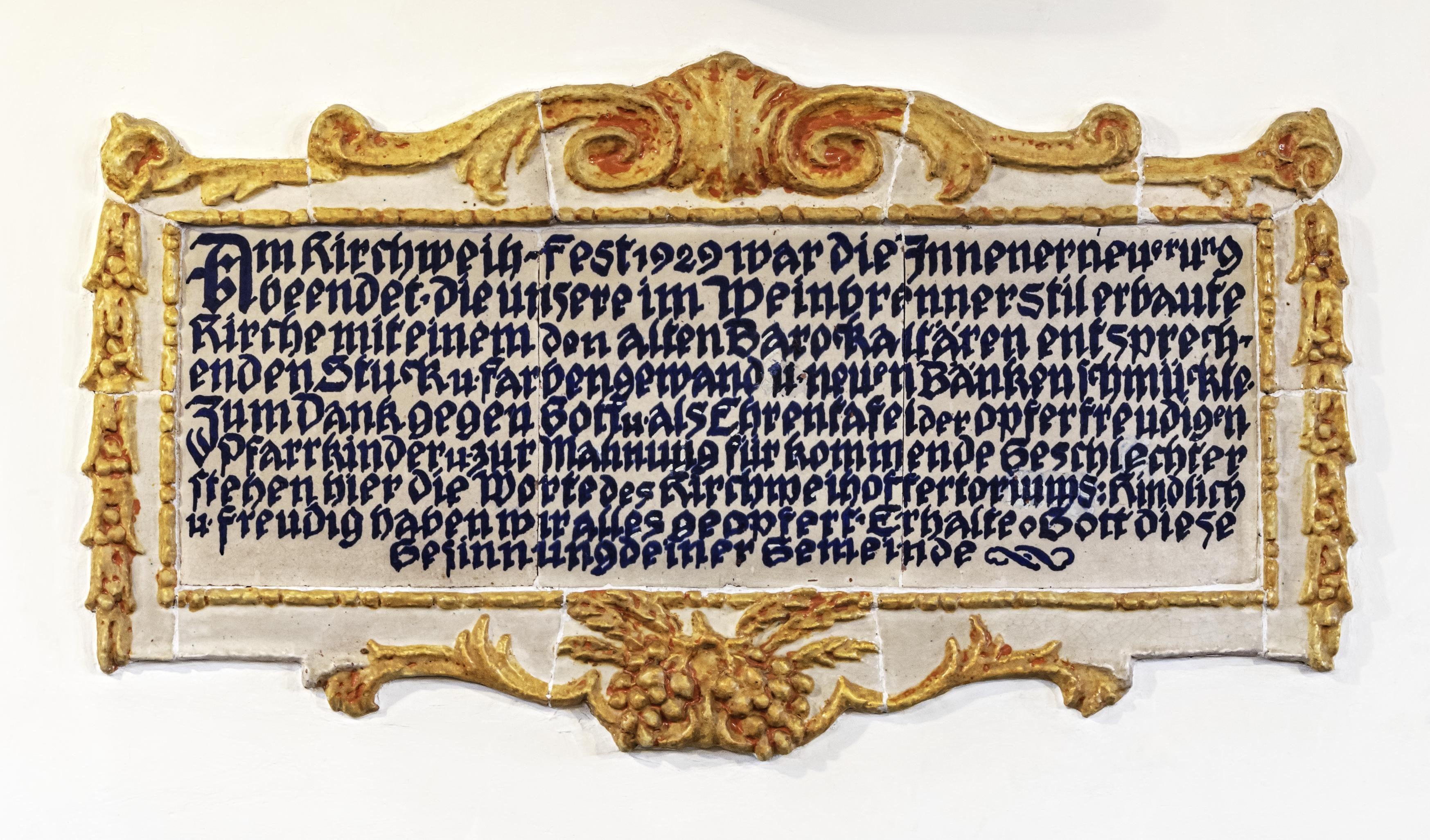
Erinnerung an die Innenerneuerung 1929

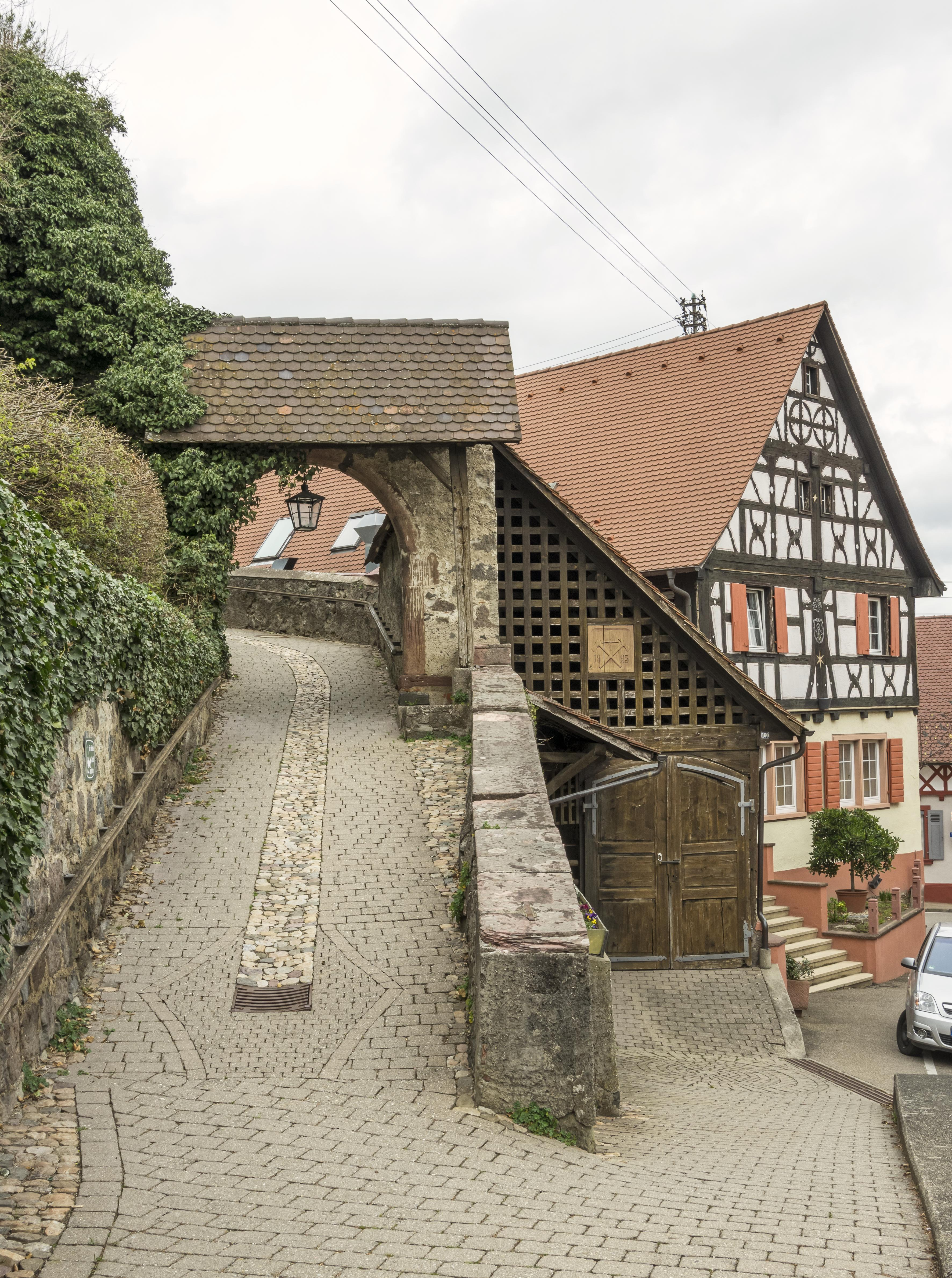
Aufgang zu Kirche und Friedhof

Der Gutachter, Friedrich Arnold, Schüler Friedrich Weinbrenners, erklärte einen Neubau für unumgänglich und leitete ihn anschließend. 1813 wurde der Grundstein gelegt. Einem Ersuchen Arnolds zwecks der Überlassung von Altären „aus der längst eingegangenen Klosterkapelle in Tennenbach“ wurde stattgegeben und die Kiechlinsberger bekamen zwei Seitenaltäre, für die sie trotz ihres Arguments, sie hätten als ehemaliges „Tennenbachisches Dorf Anspruch auf die Altäre“, 100 Gulden zu zahlen hatten. 1815 meldete der zuständige Dekanatsverweser dem Bistum Konstanz den vollständigen Ausbau der Kirche „nach einer hinsichtlich des Chors und Thurms eigenthümlichen, und von dem Gewöhnlichen abweichenden Bauart“. 1817 erhielt sie einen Hochaltar aus dem ebenfalls 1806 säkularisierten Johanniter-Kloster Kenzingen.
Schon 1822, sieben Jahre nach der Fertigstellung des Baus, wurden durch Risse in den Wänden erstmals statische Probleme erkennbar, die darin begründet sind, dass nur ein Teil der Kirche auf gewachsenem Boden steht, Turm und Chor dagegen auf aufgeschüttetem Löß. Fast das ganze Gewicht des Turms lastet auf der bis zu 1,40 Meter starken Friedhofsmauer, die dafür aber eigentlich 5 Meter dick sein müsste. Anfang 2017 war die Rissbildung so stark, dass die Kirche aus Sicherheitsgründen geschlossen werden musste. 2018 haben deshalb Sanierungsarbeiten begonnen, bei denen mehr als 200 Betonsäulen in den Boden injiziert werden, die als künstliches Fundament die Friedhofsmauer und den Kirchturm stabilisieren sollen.
1917 wurden alle Glocken bis auf eine aus dem Jahr 1748 stammende für Kriegszwecke eingeschmolzen. Die 1920 neu beschafften erlitten 1940 dasselbe Schicksal.
Für Dorf wie Pfarrkirche wichtig wurde Pfarrer Johann Baptist Knebel. Er half bei der Gründung der Winzergenossenschaft Kiechlinsbergen und veranlasste 1929 die neobarocke Neugestaltung des bis dahin schmuckarmen Kircheninneren.

## Bau

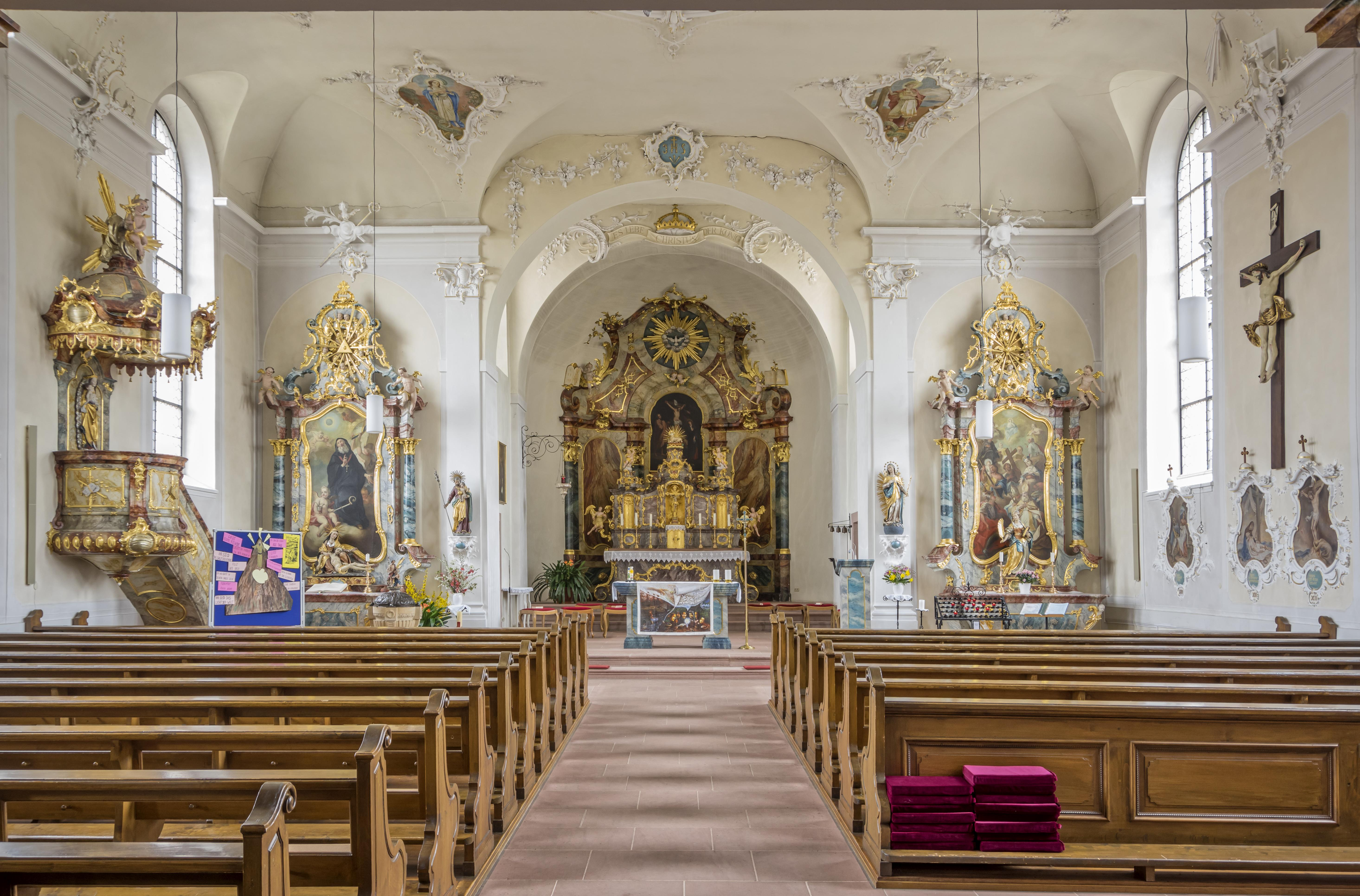
Inneres Richtung Chor
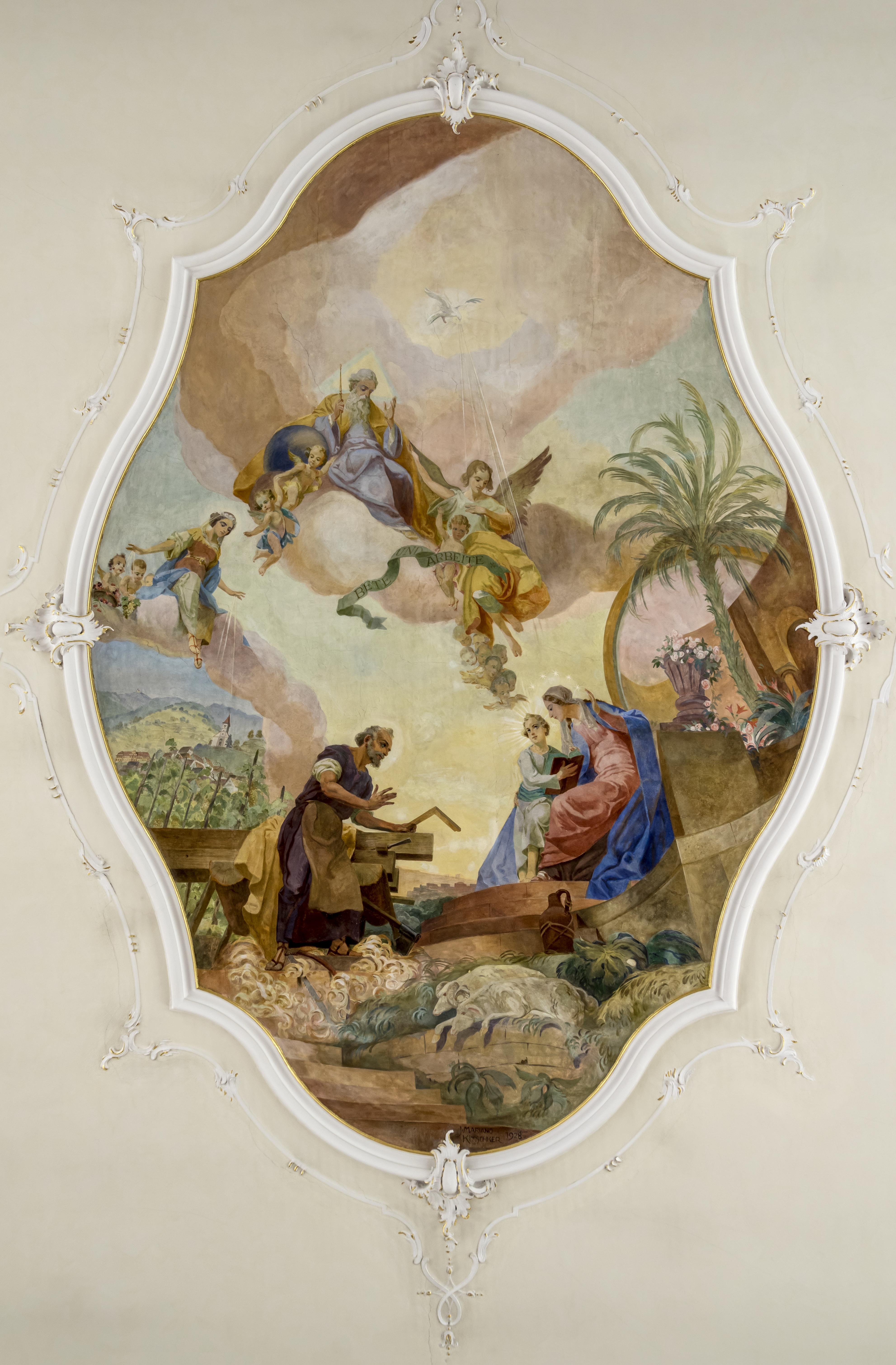
Heilige Familie
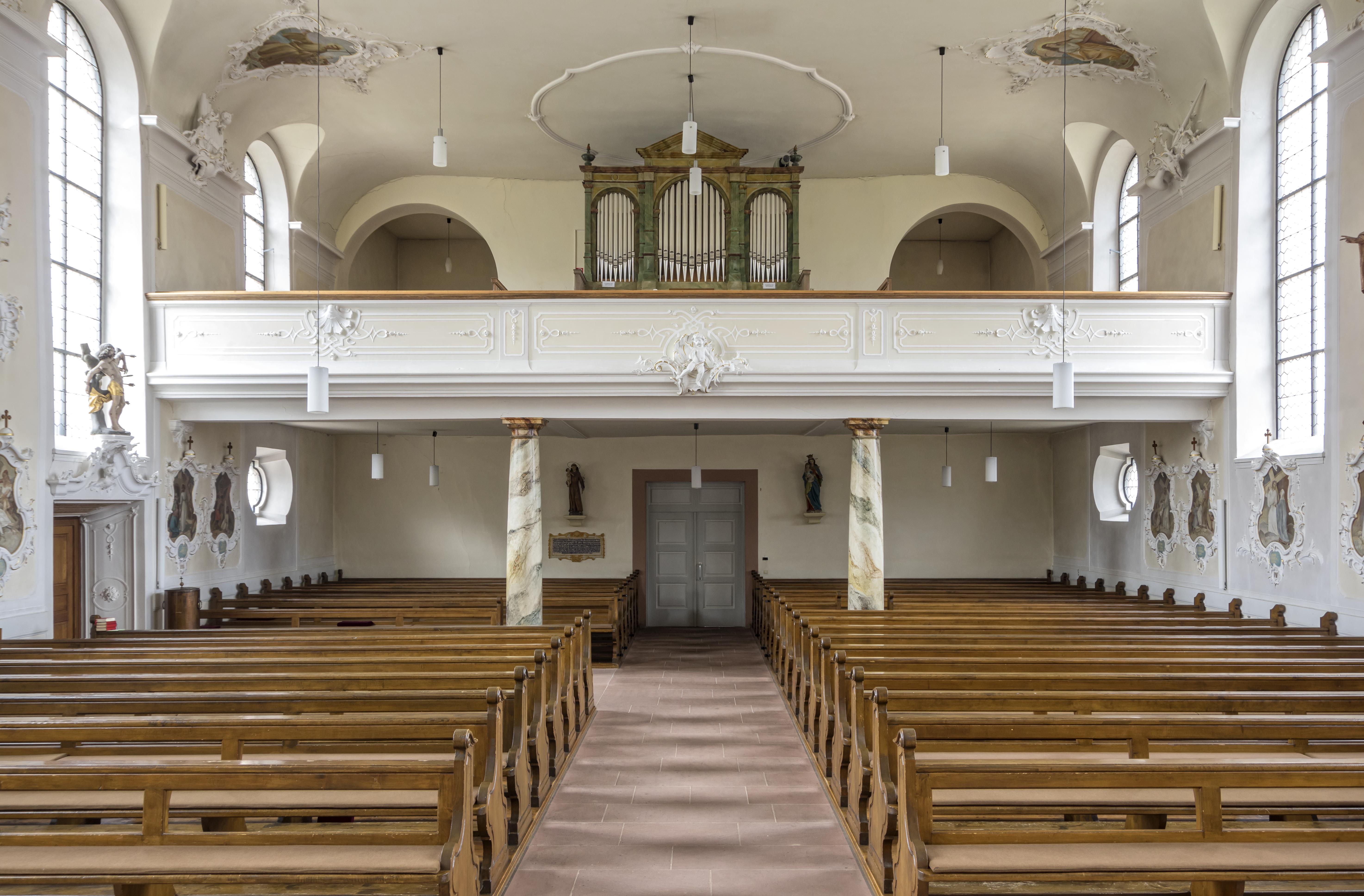
Blick Richtung Empore

Die Kirche liegt, mit dem Chor nach Südost und der vom Turm überragten Fassade nach Nordwest gerichtet, malerisch oberhalb des Orts im ummauerten Friedhof. Der Aufgang zu ihr hat „mit seinem alten Gemäuer und dem ‚Burgtor‘ ganz die Atmosphäre einer mittelalterlichen Burg, von wo aus man einen weiten Blick hinaus in die Rheinebene hat.“ Der quadratische Turm schließt mit einem vierseitigen Pyramidenhelm. Auf das Schiff mit vier Fensterachsen und einen Vorchor folgt der halbrund schließende Chor. Daneben liegen Sakristei und Beichtzimmer. Die Decke des Schiffs sitzt einer Hohlkehle auf, in die über den Fenstern Stichkappen einschneiden.

## Ausstattung
Beim Eintreten überrascht das gegenüber dem schlichten klassizistischen Äußeren neobarock formen- und farbenreich verzierte Innere. Die Stuckaturen schuf ein „Bayerlein“ oder „Beierlein“, die Gemälde schufen der Karlsruher Maler Josef Mariano Kitschker (1879–1929) und andere Künstler.
Das Deckengemälde im Schiff, signiert Mariano Kitschker 1928, zeigt die Heilige Familie unter Gottvater und der Taube des Heiligen Geistes. Ein Engel lässt ein Spruchband „BETE UND ARBEITE“ flattern. Links schützt die heilige Petronilla Kiechlinsbergen mit seiner Kirche und der ehemaligen Propstei des Klosters Tennenbach zwischen Weinreben und vor der Katharinenkapelle auf dem Katharinenberg des Kaiserstuhls in der Ferne.

Altäre
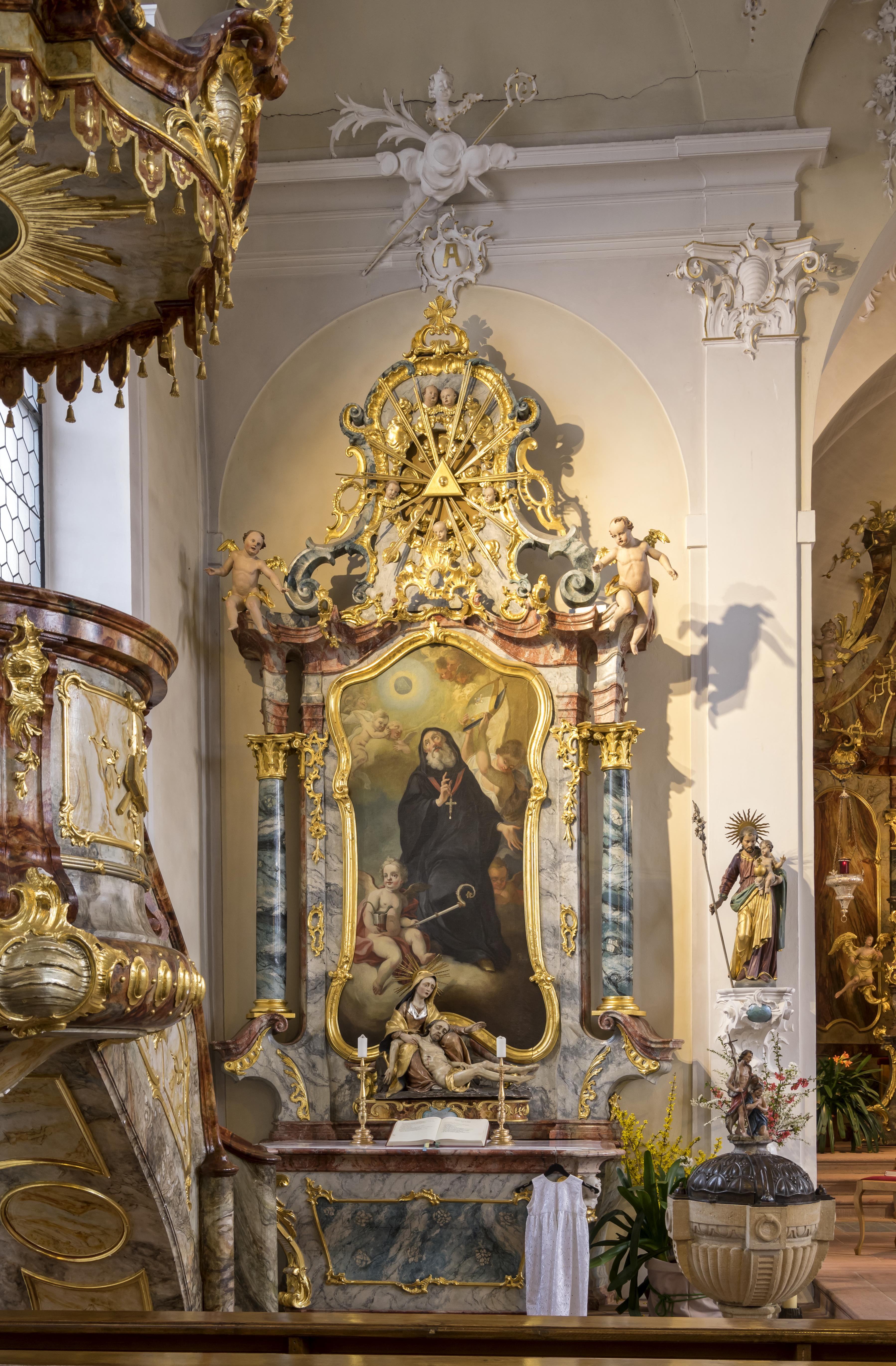
Linker Seitenaltar
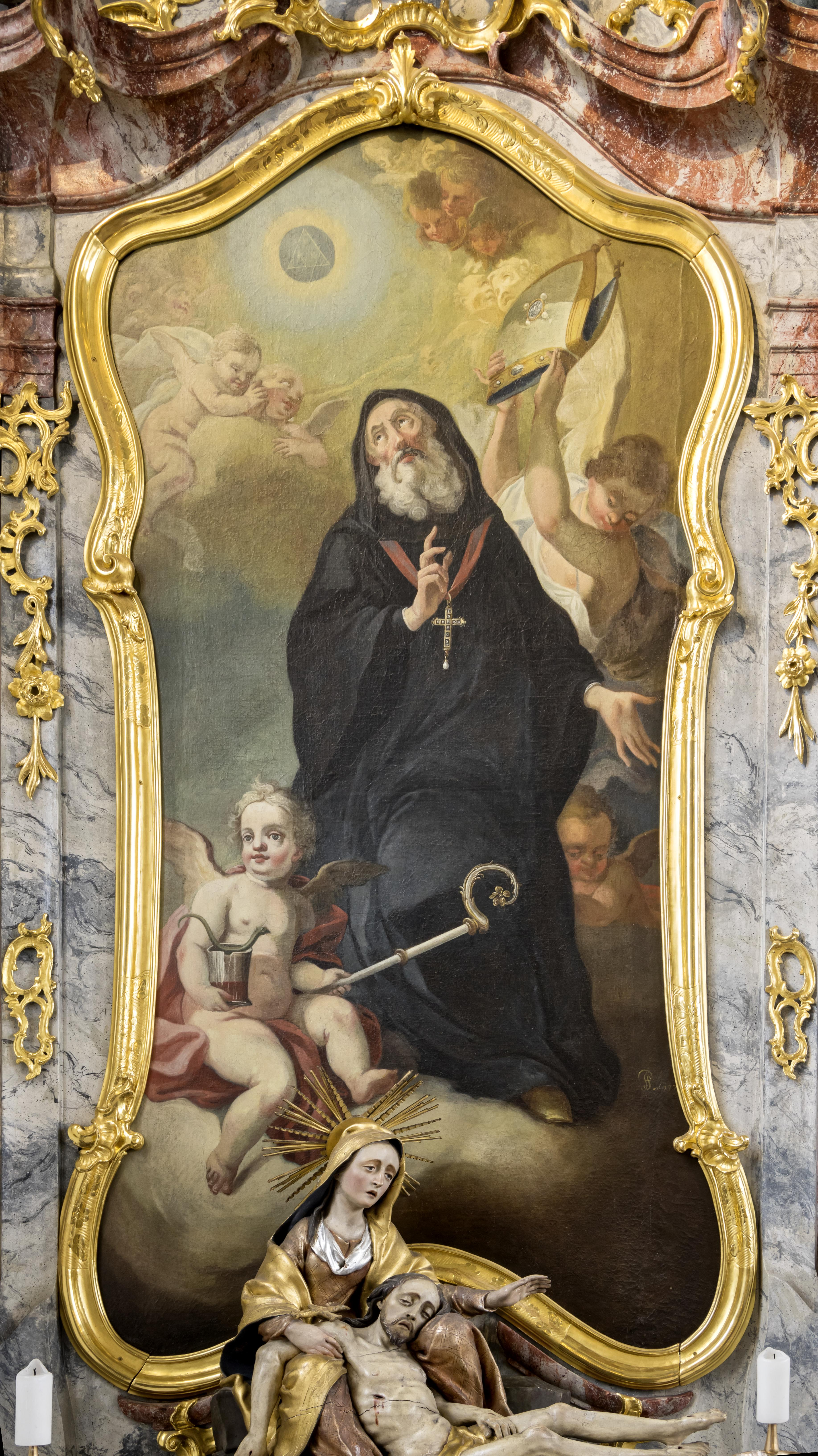
Heiliger Benedikt
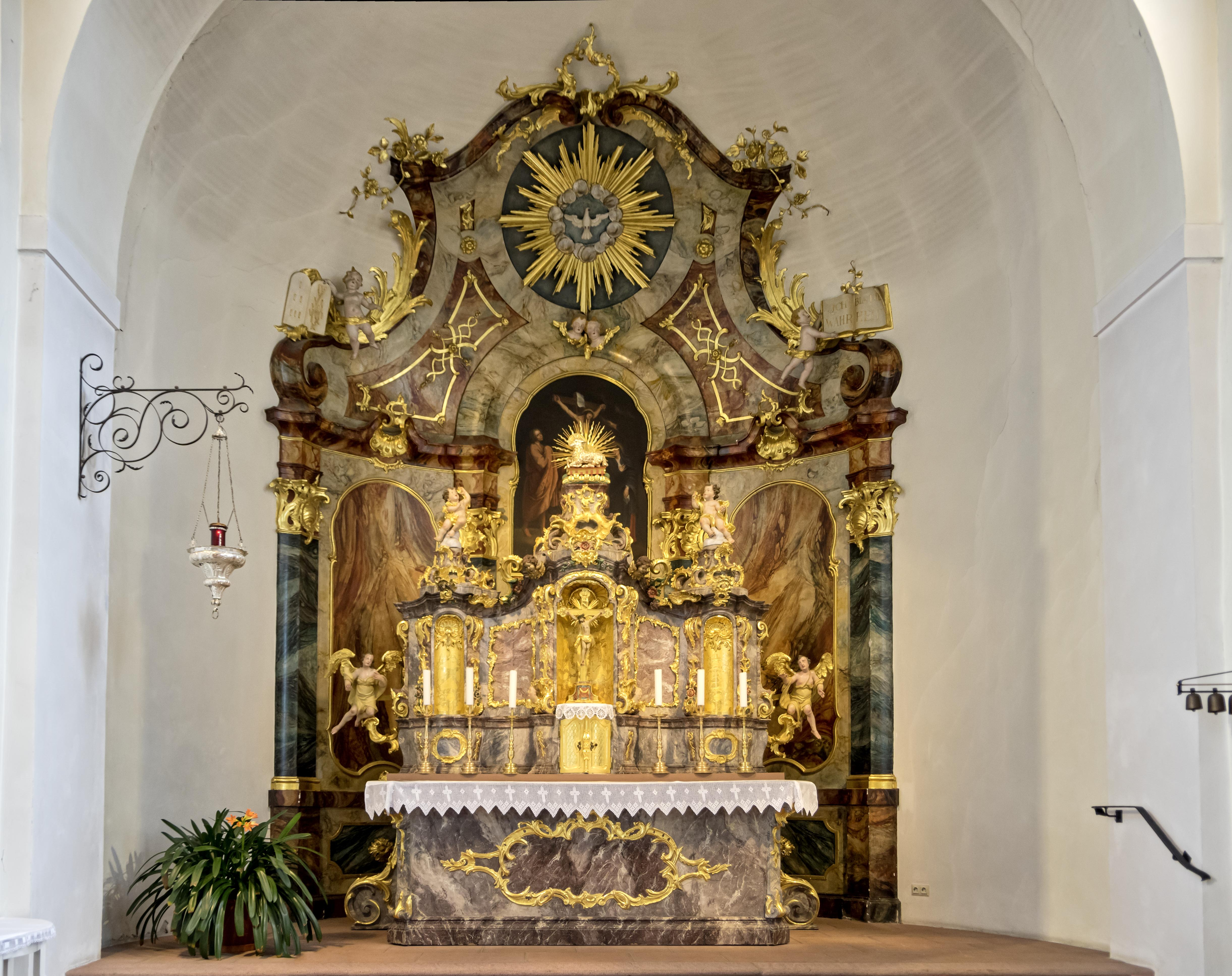
Hochaltar
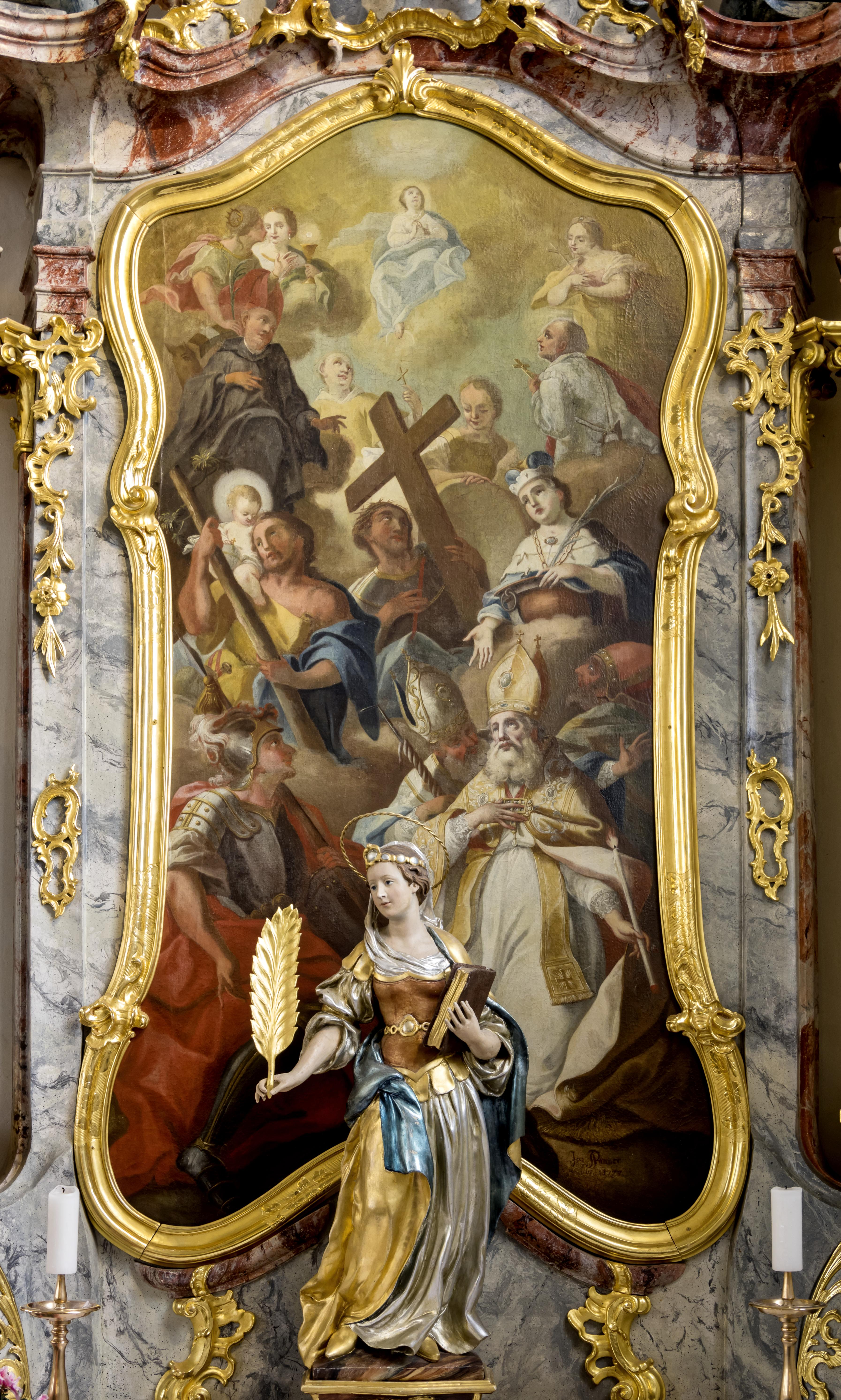
Vierzehn Nothelfer
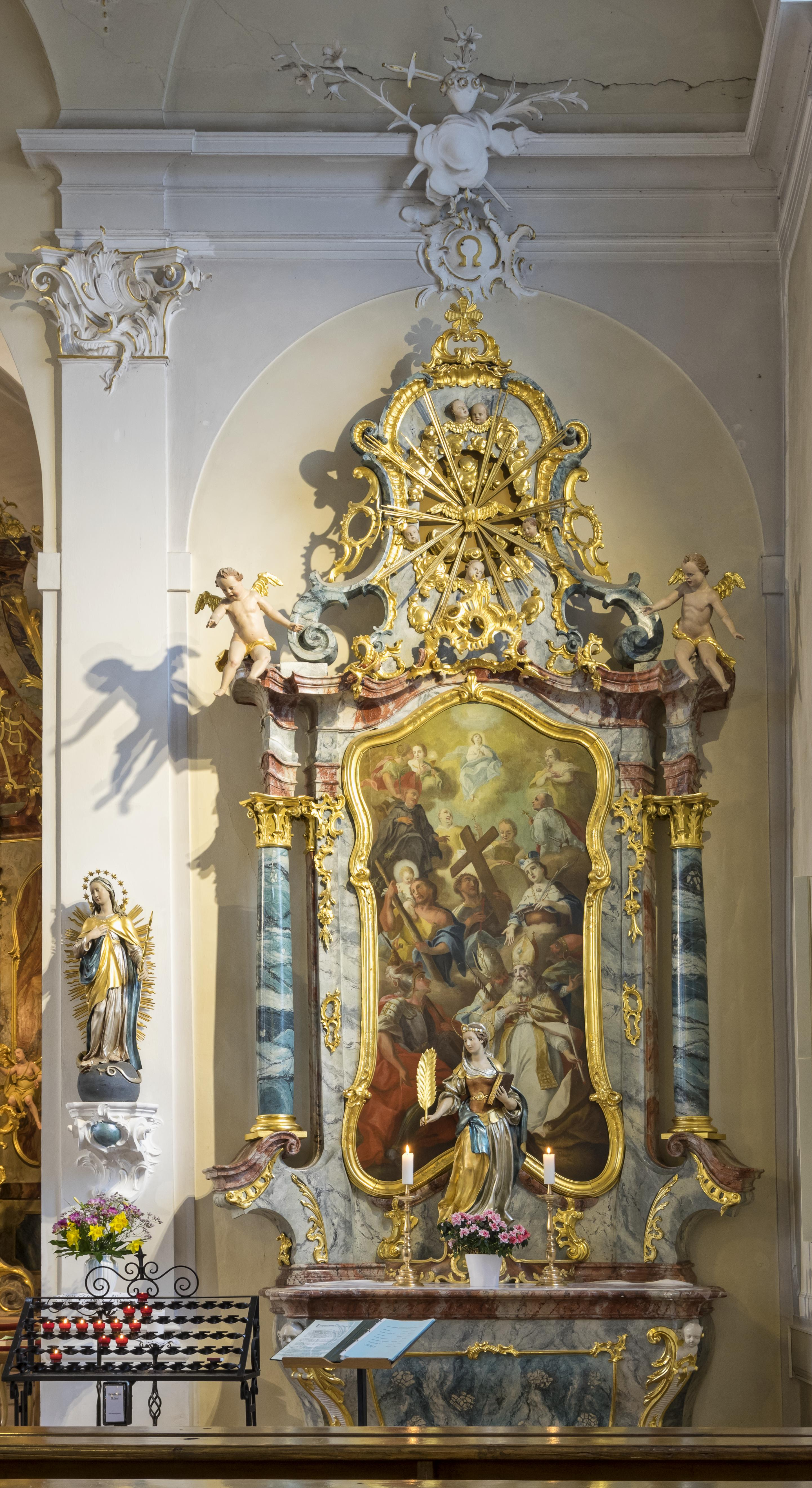
Rechter Seitenaltar

Die Seitenaltäre sind mit blaumarmorierten Säulen, Altarauszügen und Putten symmetrisch gestaltet. Das Gemälde des linken Seitenaltars, von Johann Pfunner signiert, zeigt den heiligen Benedikt von Nursia, neben dem ein Putto seinen Abtsstab und den Kelch mit einer kleinen Schlange hält, mit dem man vergeblich versuchte, ihn zu vergiften. Auf dem Altar steht eine Pietà. Im Auszug strahlt das Auge der Vorsehung. Das Gemälde im rechten Seitenaltar, ebenfalls von Pfunner signiert, zeigt die Muttergottes mit den Vierzehn Nothelfern. Auf dem Altar steht eine Skulptur der heiligen Petronilla. Im Auszug schwebt in einem Strahlenkranz die Taube des Heiligen Geistes.
Viele der Vierzehn Nothelfer sind an Tracht und Attributen zu erkennen, nämlich von links nach rechts und von unten nach oben die Heiligen
- Georg in Ritterrüstung,
- Blasius von Sebaste als Bischof mit einer Kerze in der Hand,
- Christophorus, das Christkind durch einen Fluss tragend,
- Erasmus von Antiochia als Bischof mit der Winde und dem bei seinem Martyrium darum gewickelten Darm,
- Dionysius von Paris (gemäß einer auf dem Altar liegenden Erläuterung) als Bischof, aber ohne individuelles Attribut,
- Ägidius (gemäß der Erläuterung) im Mönchsgewand, aber ohne individuelles Attribut,
- Achatius von Armenien mit einem Dornenkranz auf dem Kopf und großem Kreuz,
- Vitus mit dem Kessel voll siedenden Öls, in den er geworfen wurde,
- Cyriacus (gemäß der Erläuterung) mit einem Kreuz, aber ohne Identifizierungsmerkmale,
- Notburga von Rattenberg (gemäß der Erläuterung), aber ohne Identifizierungsmerkmale,
- Eustachius mit dem Kruzifix, das der Hirsch, den er jagte, in seinem Geweih trug,
- Margareta von Antiochia (gemäß der Erläuterung), aber ohne Identifizierungsmerkmale,
- Barbara von Nikomedien mit dem Kelch, über dem eine Hostie schwebt und
- Katharina von Alexandrien (gemäß der Erläuterung), aber ohne Identifizierungsmerkmale.

Kreuzwegstationen
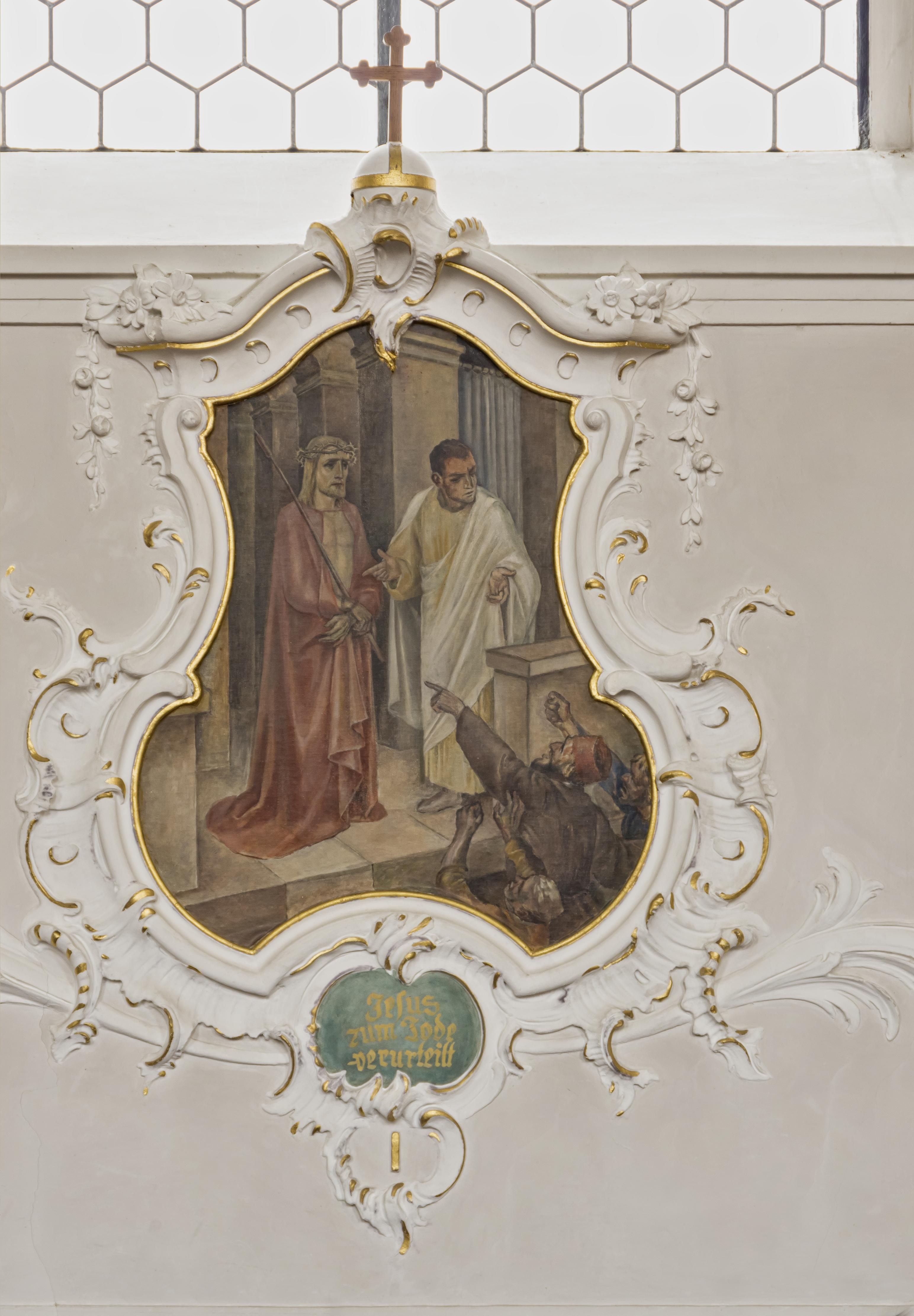
„Jesus zum Tode verurteilt“ Mk 15,1-15 EU
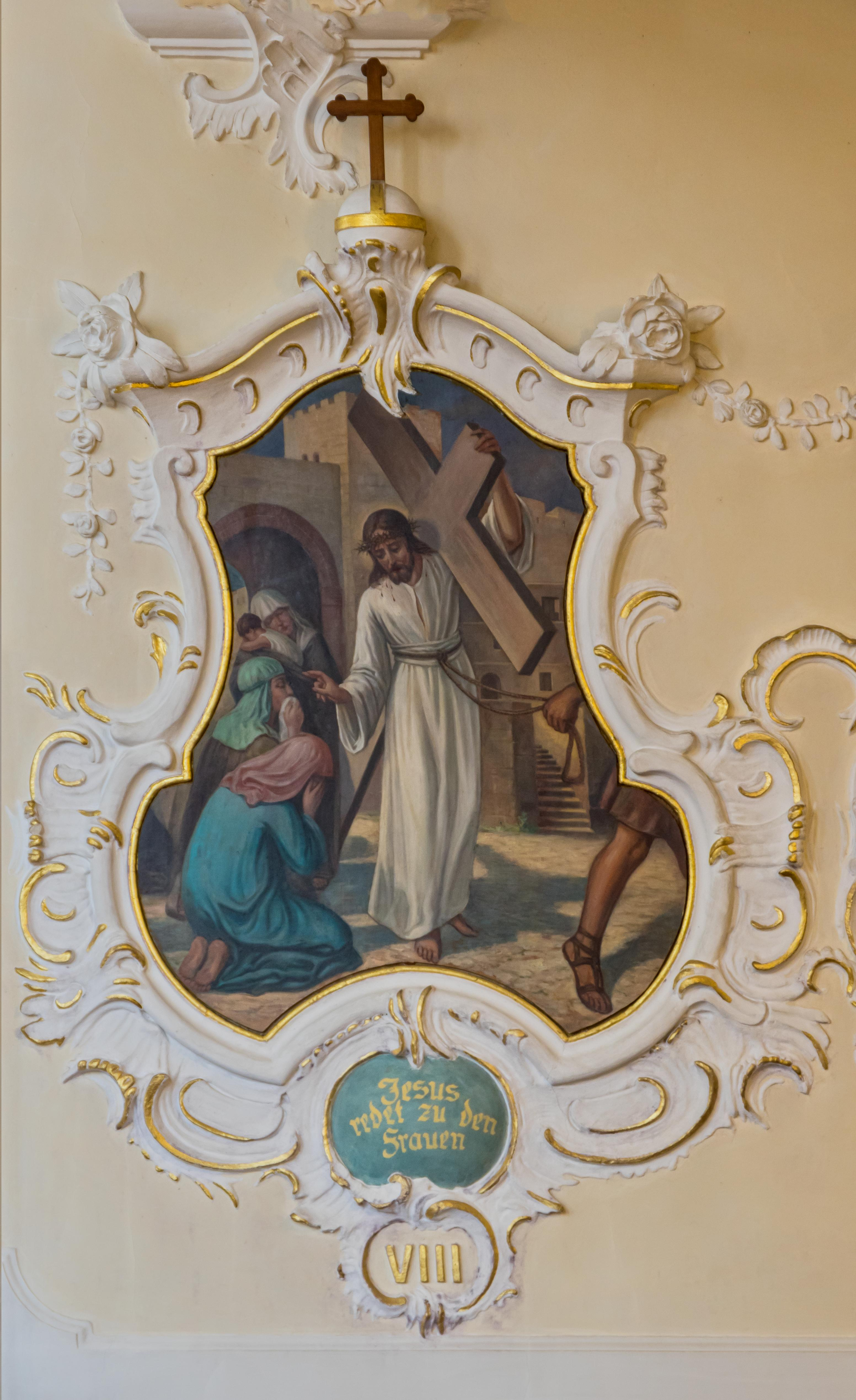
„Jesus redet zu den Frauen“ Lk 23,28-31 EU
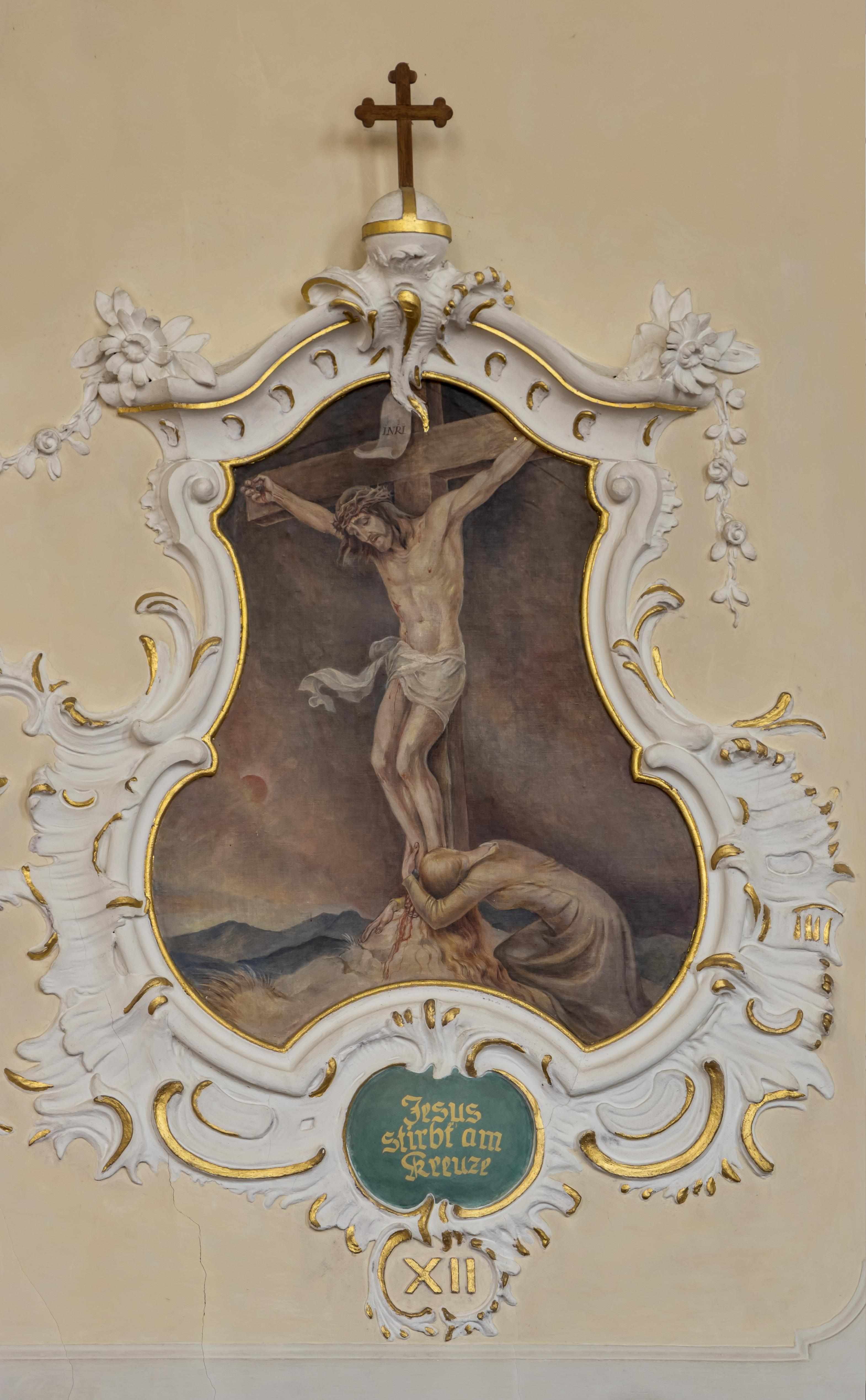
„Jesus stirbt am Kreuze“ Mk 15,33-41 EU
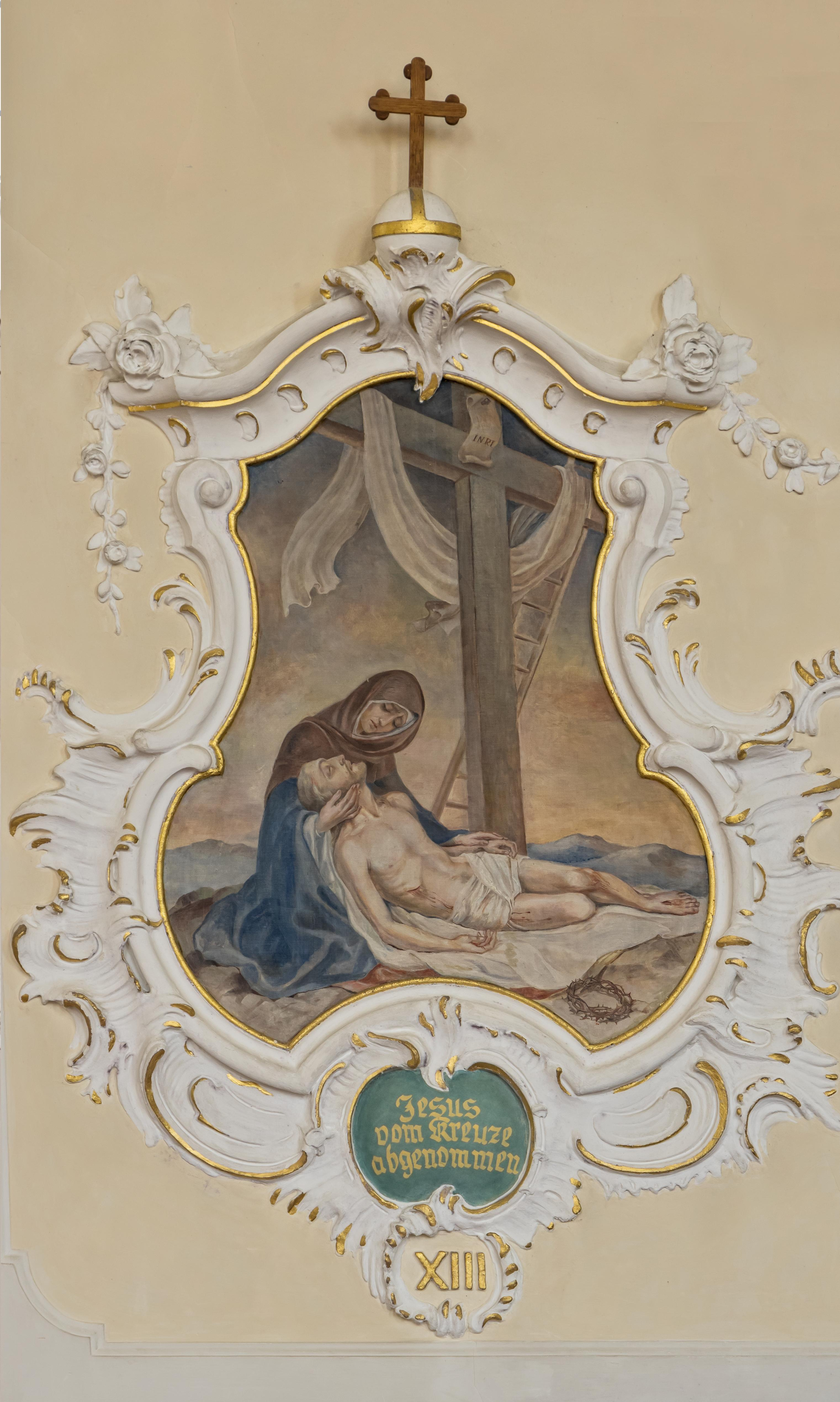
„Jesus vom Kreuze abgenommen“ Mk 15,42-46 EU
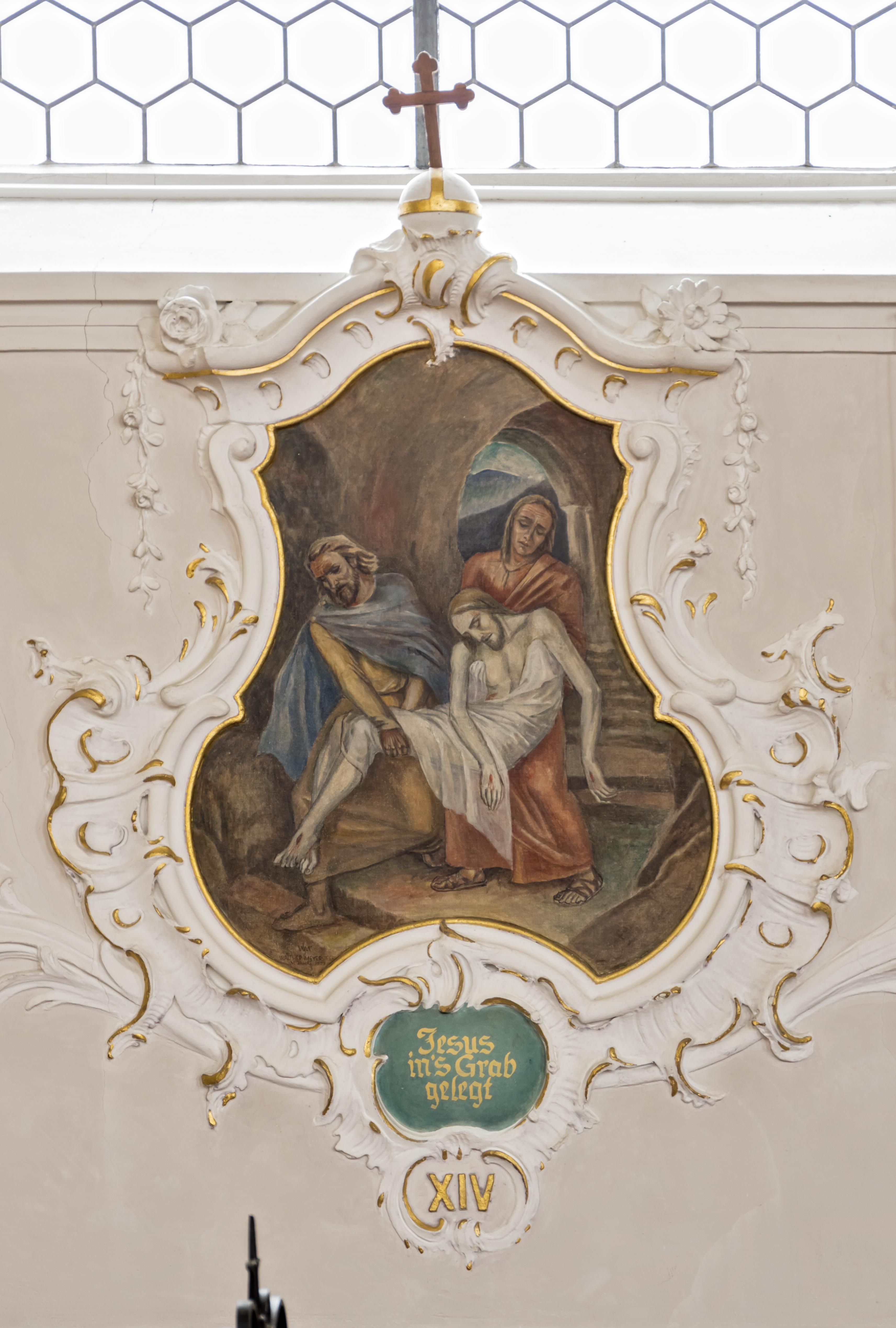
„Jesus in’s Grab gelegt“ Mk 15,46-47 EU

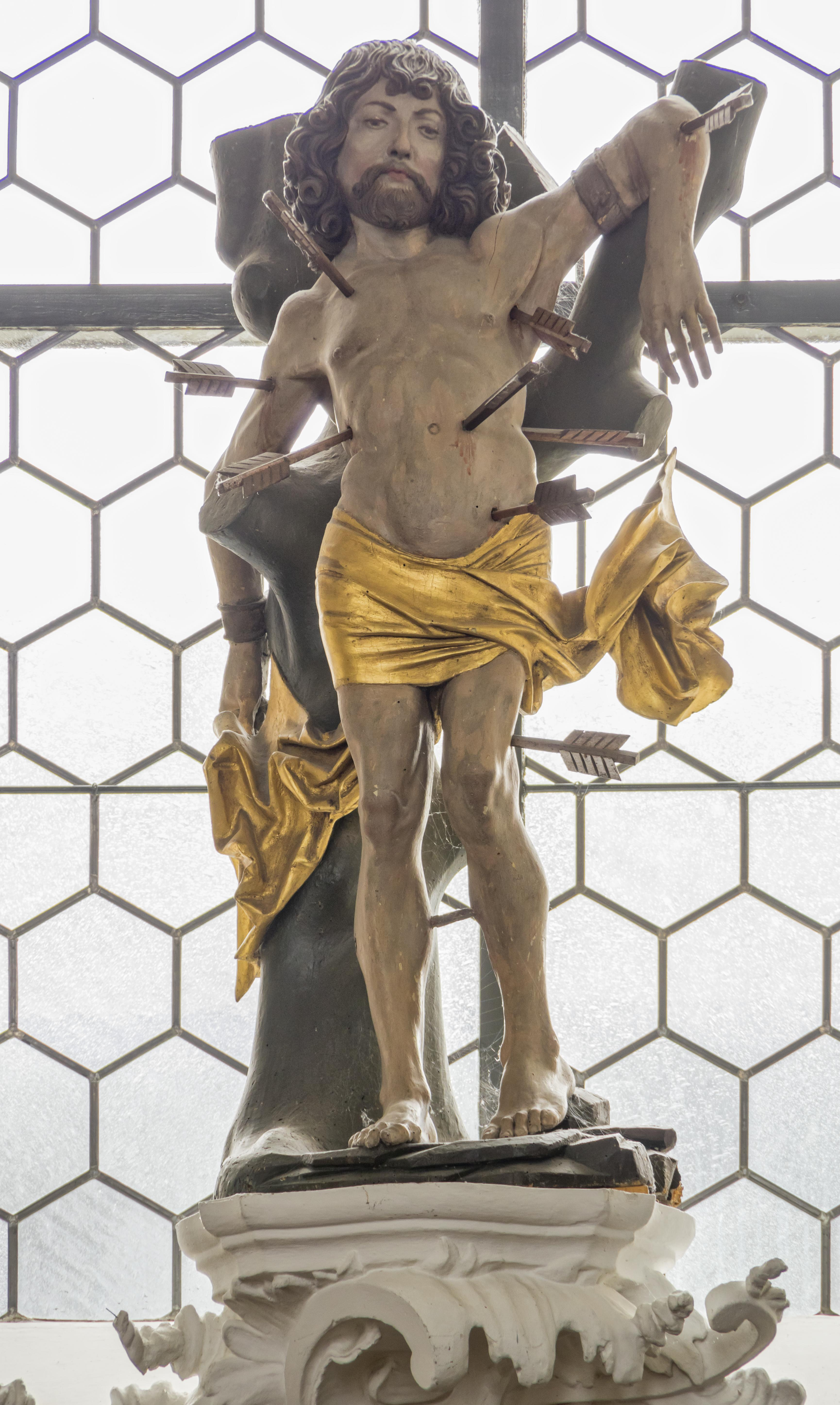
Hl. Sebastian
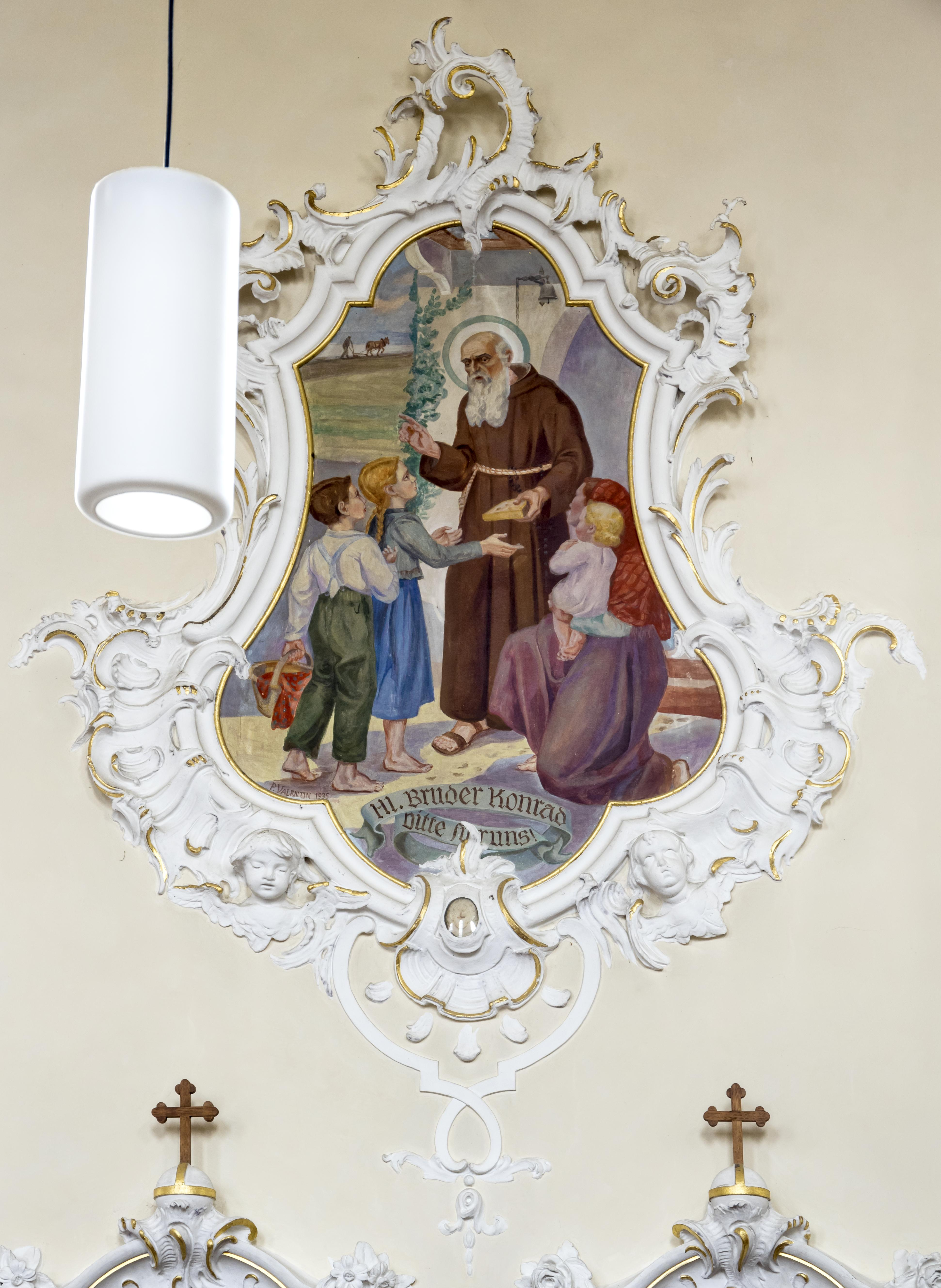
Bruder Konrad

Die vierzehn Kreuzwegstationen malte laut Signatur auf der letzten Station Walther Meyer-Pfaff. Sie sind von prächtigen Stuckrahmen umgeben.
Über dem südlichen Eingang steht eine gotische Skulptur des von Pfeilen durchbohrten heiligen Sebastian. An die südliche Schiffswand malte „P. Valentin 1935“ (so die Signatur), wieder in prächtigem Stuckrahmen, den 1934 heiliggesprochenen Bruder Konrad von Parzham. Die Figur des heiligen Papstes Urban I. fertigte der aus dem Dorf stammende Bildschnitzer Otto Bauer (1925–2001).
Die Orgel der Orgelwerkstatt Kiene aus Waldkirch auf der Empore im hinteren Teil der Kirche wurde 1908 gebaut und im Jahr 2007 einer gründlichen Überholung unterzogen. Sie verfügt auf zwei Manualen und Pedal über 13 Register mit 745 Pfeifen, davon 271 aus Holz, und steht unter Denkmalschutz.

## Glocken
Im Turm der Kirche hängt ein vierstimmiges Glockengeläut, das aus einer historischen Glocke, 1738 von Nicolas Rosier und Johannes Caudrellier, zwei lothringischen Wandergießern gegossen, und drei 1964 von F. W. Schilling, Heidelberg hinzu gegossenen Glocken besteht:
| Nr. | Gießer                                  | Gussjahr | Durchmesser | Gewicht | Schlagton |
| --- | --------------------------------------- | -------- | ----------- | ------- | --------- |
| 1   | Nicolas Rosier und Johannes Caudrellier | 1738     | 960 mm      | 730 kg  | g′+6      |
| 2   | F. W. Schilling, Heidelberg             | 1964     | 848 mm      | 400 kg  | b′+6      |
| 3   | F. W. Schilling, Heidelberg             | 1964     | 751 mm      | 280 kg  | c″+6      |
| 4   | F. W. Schilling, Heidelberg             | 1964     | 710 mm      | 240 kg  | d″+6      |

Alle Glocken sind auch in den Uhrschlag einbezogen: Glocke 1 schlägt die Stunden, die anderen ertönen zum Viertelstundenschlag. Die so mitgeteilte Zeit ist auch auf Zifferblättern an zwei Seiten des Turmes ablesbar.